# Arid Uka
Arid Uka (* 8. Februar 1990 in Mitrovica, Sozialistische Föderative Republik Jugoslawien) ist ein seit 1991 in Deutschland lebender Kosovo-Albaner, der am 2. März 2011 beim Mordanschlag am Frankfurter Flughafen zwei US-Soldaten tötete und zwei weitere schwer verletzte. Die Tat gilt als erster islamistisch motivierter Anschlag mit Todesopfern in Deutschland.

## Tatablauf
Mit dem Ausruf Allahu Akbar („Gott ist am Größten“) eröffnete Uka mit einer Pistole das Feuer auf unbewaffnete Fahrgäste und den Fahrer eines Busses der Streitkräfte der Vereinigten Staaten, der am Terminal 2 des Frankfurter Flughafens auf seine Fahrgäste wartete. Der Bus sollte in Frankfurt gelandete US-Soldaten, die auf dem britischen Militärflugplatz RAF Lakenheath stationiert waren, zur Ramstein Air Base nach Rheinland-Pfalz bringen. Von dort sollten sie zum Einsatz nach Afghanistan gebracht werden.
Uka erschoss zunächst einen Soldaten, der im Begriff war, den Bus zu besteigen, dann den am Lenkrad sitzenden Busfahrer. Nachdem Uka den Bus bestiegen hatte, schoss er gezielt auf die dort sitzenden US-Soldaten. Dabei verletzte er zwei Personen durch Schüsse in den Kopf und den Oberkörper. Zu weiteren Opfern kam es nur deshalb nicht, weil die Schusswaffe des Attentäters eine Ladehemmung hatte. Einem potenziellen fünften Opfer hatte Uka bereits mit der Schusswaffe ins Gesicht gezielt, als die Waffe versagte.
Uka verließ den Bus und versuchte, im Inneren des Flughafenterminals 2 in der Menschenmenge unterzutauchen. Nach einer Verfolgung durch zwei US-Amerikaner wurde er jedoch von Beamten der Bundespolizei ausgemacht, verfolgt und überwältigt.

## Auslöser
Arid Uka sagte aus, der Auslöser für seinen Entschluss zum Attentat sei ein Videoclip gewesen, den er auf der Videoplattform YouTube gesehen habe. In diesem Videoclip sei die Vergewaltigung muslimischer Frauen durch US-Soldaten gezeigt worden. Wie sich im Verlauf der Ermittlungen und der Gerichtsverhandlung herausstellte, handelte es sich dabei um einen Ausschnitt aus dem US-amerikanischen Spielfilm Redacted, der teilweise fiktiv, teilweise dokumentarisch das Massaker von Mahmudiyya beschreibt. Im Internet suchte Uka unter seinem Pseudonym „Abu Reyyan“ (deutsch: „Wächter der Himmelspforte“) einschlägig bekannte islamistische Diskussionsforen auf, in denen er eigene Beiträge veröffentlichte. Durch die Foreninhalte und -diskussionen sei er zu der festen Überzeugung gelangt, dass sich seine Glaubensbrüder und -schwestern in einem permanenten globalen Krieg mit den USA befänden. Für Alexander Eisvogel, Vizepräsident des Bundesamtes für Verfassungsschutz, ist Arid Uka damit „ein typischer Fall für eine Selbstradikalisierung durch das Internet“, die unabhängig von klassischer religiöser Sozialisation im Web 2.0 stattfinde. Auf dem Computer und dem iPod des Attentäters fanden sich hunderte von dschihadistischen Dateien, so zum Beispiel Vorträge des radikalen Predigers Anwar al-Awlaki und eine deutsche Übersetzung des Buchs „Die Verteidigung der muslimischen Länder“ des als Mentor von Osama bin Laden geltenden Abdallah Azzam. Auch die von Wikileaks veröffentlichten Videos von US-Soldaten, die aus einem Hubschrauber heraus Zivilisten im Irak erschießen, werden als Gründe benannt, die den Hass von Uka auf US-Amerikaner verstärkt haben sollen.

## Kontakte
Arid Uka soll über das Internet Kontakte zu Sheik Abdellatif von der so genannten Da'wa-Gruppe (Daʿwa = arabisch دعوة, DMG daʿwa ‚Ruf, Aufruf (zum Islam)‘) unterhalten haben, der früher in der Bilal-Moschee in Frankfurt-Griesheim und in der Falah-Moschee in Frankfurt-Ginnheim predigte und am 22. Februar 2011 vorübergehend festgenommen worden war. Zumindest in der salafistischen Bilal-Moschee sollen mehrere bekannte Islamisten verkehrt haben. Ebenso soll er mit dem Salafisten und ehemaligen Rapper Deso Dogg Kontakt aufgenommen haben.

## Verurteilung
Am 10. Februar 2012 verurteilte das Oberlandesgericht Frankfurt am Main Uka zu lebenslanger Freiheitsstrafe wegen Mordes in zwei Fällen und versuchten Mordes in drei Fällen. Es stellte zudem eine besondere Schwere der Schuld fest, was eine Entlassung nach 15 Jahren ausschließt. Falls er zu einem späteren Zeitpunkt aus dem Strafvollzug entlassen wird, wird er voraussichtlich in den Kosovo abgeschoben werden, da er keine deutsche Staatsangehörigkeit besitzt und zu einer Freiheitsstrafe von mehr als drei Jahren verurteilt worden ist.
Die Anwältin des Angeklagten beschrieb ihren Mandanten als untypischen Gewaltverbrecher, der weder ein religiös motivierter noch islamistischer Terrorist sei. Nach ihren Worten sei Uka ein „eigentlich von Grund auf guter Junge“, unreif und hilflos. Die Bundesanwaltschaft betrachtet Uka als Einzeltäter. Die Herkunft der Waffe konnte im Prozess nicht geklärt werden. Das Gericht folgte den Anträgen der Bundesanwaltschaft mit seinem Urteil vom 10. Februar 2012 in vollem Umfang.

## Privater Hintergrund
Arid Uka lebt seit 1991 in Deutschland. Der kosovarische Großvater ist ein Imam. Die Familie des Attentäters sei jedoch säkular geprägt, die Mutter nicht verschleiert. Uka hat einen älteren und einen jüngeren Bruder. Er soll als gläubiger Muslim fünfmal täglich gebetet haben, man habe ihn während einer Arbeit bei der Deutschen Post am Frankfurter Flughafen aufgefordert, dies während der Arbeitszeit zu unterlassen. Seiner Mutter soll er im Haushalt geholfen und ihr die Hälfte seines Verdienstes abgegeben haben, um dieses Geld für eine Pilgerreise nach Mekka anzusparen. Als Sechs- oder Siebenjähriger soll Uka sexuell missbraucht worden sein, so der Gerichtsgutachter Norbert Leygraf, der vermutet, dass unter anderem das fiktionale Vergewaltigungsvideo – der Spielfilmausschnitt – Ukas Tat ausgelöst haben könnte. Im Jahr 2005 wurde er mit seiner Klasse der Frankfurter Eduard-Spranger-Schule (Realschulzweig) in das Bundeskanzleramt eingeladen; Anlass war der Gewinn eines Preises für ein Projekt, bei dem es um die Gewaltprävention in der Gesellschaft ging. Dabei entstand ein Foto, das Uka direkt neben Bundeskanzler Gerhard Schröder zeigt. Nach dem Realschulabschluss im Jahr 2007 wechselte er an das Friedrich-Dessauer-Gymnasium. Wegen hoher Fehlzeiten musste er die elfte Klasse wiederholen. Nachdem sich seine Leistungen in der zwölften Klasse trotz mehrerer Beratungsgespräche mit der Rektorin nicht verbessert hatten, verließ Uka die Schule ohne Abitur oder Fachhochschulreife, was er jedoch vor seiner Familie geheim hielt. Angehörige, ehemalige Freunde und ein früherer Arbeitgeber, für den Uka im Pflegedienst tätig war, beschrieben ihn als introvertiert, höflich und nicht aggressiv. In den Monaten vor dem Attentat brach er den Kontakt zu seinem Freundeskreis ab und beschränkte sich auf seine Internetaktivitäten.